# The Story So Far (glasbena skupina)
The Story So Far so Ameriški pop punk bend iz Walnut Creek, Kalifornija, ki je nastal v letu 2007. Trenutno imajo pogodbo z Pure Noise Records, do sedaj so izdali 4 studijske albume.

## Zgodovina

### Nastanek in zgodnje izdaje (2007-10)
Skupina je nastala v Walnut Creek, Kalifornija leta 2007. Njihovo ime je vzeto iz pesmi "The Story So Far" skupine New Found Glory.  Skupino so sestavljali Parker Cannon na vokalu, Kevin Geyer in Kevin Ambrose na kitarah, Ryan Torf na bobnih, in Kelen Capener na bas kitari. 22 Decembra so izdali 5 Songs EP. Ambrose je skupino zapustil , ko je šel študirat leta 2008 in je bil nadomeščen z William-om Levy-em. Marca 2010 pa je skupina napovedala da so podpisali z Pure Noise Records. Dva meseca kasneje so izdali EP, While You Were Sleeping (2010). V novembru pa "split EP" s skupino Maker.

### Under Soil and Dirt, What You Don't See and Songs Of EP (2011–14)
Barrett Records so izdali "split" skupin The Story So Far in Morgan Foster maja 2011. Pure Noise izdajo njih prvi album Under The Soil and Dirt v juniju. 26. Marca, 2013 so izdali svoj drugi studijski album, What You Don't See, , ki je bil 46. na Billboard 200 lestvici v ZDA Prav tako so izdali split s Stick To Your Guns 18. junija. Ta split vsebuje eno novo izvirno pesem, Clairvoyant in en "cover" Pinbackove pesmi "Possesso". Skupina je bila predstavljena na izdaji  "100 Bands You Need to Know" revije Alternative Press marca 2013."Celotni Warped Tour 2014 so odigrali na glavnem odru.
24. aprila 2014 so The Story So Far napovedali izdajo akustičnega EP-ja Songs of ,ki je izšel 17. junija preko Pure Noise Records. EP vsebuje nekatere akustične različice njihovih pesmi, pa tudi eno novo ("Navy Blue") in cover Boba Marleya.

### The Story So Far(2015–danes)
5. januarja 2015 so na svoj uradni YoutTube kanal naložili video z naslovom "The Story So Far Album Teaser #1" . Video prikazuje več posnetkov članov skupine, kako se zabavajo s prijatelji . Na koncu videa se pojavi napis:"We are writing a new record stay tuned..."  Na isti kanal je bil 23. februarja 2015 prenesen video "The Story So Far Album teaser #2". Ta video je bil precej daljši od prejšnjega in je prikazal več "behind the scenes" posnetkov dejanske izdelave albuma. Na koncu videa se pojavi besedilo: "LP 3 Coming Your Way Watch Out World Here We Are Not Afraid Of The Light". 15. marca skupina izjavi da bo njihov istoimesnski album izšel 18. maja 2015. Kmalu za tem sta na YouTube bili naloženi pesmi "Solo" in "Heavy Gloom". 11. maja je skupina izdala celoten album na svoji spletni strani, 8 dni pred izdajo za širšo publiko(19. maja 2015).

## Glasbeni slog
Njihovi albumi Under Soil and Dirt (2011), What You Don't See (2013), in The Story So Far (2015) so bili opisani kot pop punk.

## Diskografija
Studijski albumi
- Under Soil and Dirt  (2011)
- What You Don't See (2013)
- The Story So Far (2015)
- Proper Dose (2018)

## Člani
| Zdajšni - Parker Cannon – vokali (2007–sedanjost) - Kelen Capener – bas kitara (2007–sedanjost) - Kevin Geyer – kitara (2007–sedanjost) - Ryan Torf – bobni (2007–sedanjost) - William Levy – ritem kitara (2010–sedanjost) | Bivši - Kevin Ambrose – ritem kitara (2007–10) Turnejski člani - Morgan Foster – bas kitara (2011–12) - Ryan Justice – bobni (2011) - Cameron Macbain – bobni (2011–12) |

## Turneje
| Naziv turneje                                     | Sodelujoče skupine | Kontinent                       | Odigrani datumi                 |
| ------------------------------------------------- | --- | ------------------------------- | ------------------------------- |
| Road to Warped Tour                               | New Found Glory, Less Than Jake, Man Overboard, The Story So Far | Europe                          | November 4–9, 2012              |
| Warped Tour UK                                    | MONSTER ENERGY WEST STAGE w/ 3OH!3, Awolnation, Breathe Carolina, Lostprophets, The Used                                                                                | Europe                          | November 10, 2012               |
| Stick and Stones 10th Anniversary Tour            | New Found Glory, The Story So Far, Seahaven, Candy Hearts | U.S. : North America            | November 24 – December 16, 2012 |
| Australia 2013 Tour                               | The Story So Far, Anchors, The Playbook, Sidelines, Sunsets, Call the Shots, Your Weight in Gold                                                                        | Australia                       | January 10–20, 2013             |
| The Suppy Nation Tour U.S.                        | The Story So Far, Man Overboard, Tonight Alive, Citizen, The American Scene                                                                                             | North America                   | March 8 – April 13, 2013        |
| Slam Dunk 2013                                    | Macbeth Stage W/ Allister, The American Scene, The Early November, Fireworks, Four Year Strong, Man Overboard, Transit, The Wonder Years                                | Europe                          | May 25–27, 2013                 |
| Warped Tour 2013                                  | Tilly's Stage W/ Allstar Weekend, For the Foxes, Forever the Sickest Kids, Go Radio, Hawthorne Heights, Man Overboard, New Years Day, Story of the Year, The Summer Set | North America / U.S.            | June 15 – August 4, 2013        |
| UK/Europe Tour 2014                               | A Day to Remember, Mallory Knox, Every Time I Die, The Story So Far | Europe                          | January 24 – February 15, 2014  |
| Warped Tour 2014                                  | Kia Electric Soul Stage W/ Bowling For Soup, The Devil Wears Prada, Falling In Reverse, Four Year Strong, Mayday Parade, Of Mice & Men, The Summer Set, We the Kings    | North America / U.S             | June 13 – August 3, 2014        |
| U.S. Fall Tour 2014                               | The Wonder Years, Modern Baseball, Gnarwolves | North America                   | October 1 - October 31, 2014    |
| Pop Punk's Not Dead UK Tour 2014                  | New Found Glory, The Story So Far, Candy Hearts, Only Rivals, State Champs                                                                                              | Europe                          | November 15 - November 29, 2014 |
| U.S. Self Titled Tour 2015                        | The Story So Far, Four Year Strong, Terror, Souvenirs | North America                   | May 1 - June 13, 2015           |
| Europe Summer Tour 2015                           | The Story So Far, Stick To Your Guns | Europe                          | August 7 - August 22, 2015      |
| Suppy World Tour 2015 - 2016                      | The Story So Far, Man Overboard, Relentless | Asia, Australia and New Zealand | August 25 - September 16, 2015  |
| U.S. Fall (Part of Suppy World Tour) 2015         | The Story So Far, Basement, Turnover | North America                   | October 28 - November 22, 2015  |
| UK (Part of Suppy World Tour) 2015                | The Story So Far | Europe                          | December 1 - December 12, 2015  |
| South American ( Part of Suppy World Tour) - 2016 | The Story So Far More Bands TBA | South America                   | January 28 - TBA, 2015          |